# Symbole de la roupie indienne
Le symbole de la roupie indienne (₹) est le symbole monétaire utilisé pour représenter la roupie indienne, la monnaie officielle de l'Inde. C'est un symbole relativement récent, le dessin a été présenté au public par le gouvernement indien le 15 juillet 2010, à la suite de sa sélection lors d'un concours ouvert aux résidents indiens. Avant son adoption, les symboles plus généralement utilisés pour représenter la roupie étaient Rs, Re ou, dans le cas où le texte était dans une langue indienne, une abréviation dans cette langue [réf. souhaitée]. Le nouveau symbole se rapporte uniquement à la monnaie indienne ; les autres pays qui utilisent la roupie, tels que le Sri Lanka, le Pakistan ou le Népal, continuent à utiliser le caractère générique U+20A8 ₨.
Le dessin ressemble à la fois à la lettre de la dévanâgarî « र » (ra) et à la lettre capitale « R » de l'alphabet latin, avec une double barre horizontale sur le dessus.

## Origine
Le 5 mars 2009, le gouvernement indien annonce un concours pour créer un symbole pour la roupie indienne. Pendant l'année fiscale 2010, le ministre des Finances Pranab Mukherjee mentionne que le symbole refléterait l'ethos indien et la culture indienne. Parmi 3 331 réponses reçues, cinq symboles créés par Nondita Correa-Mehrotra, Hitesh Padmashali, Shibin KK, Shahrukh J. Irani, et D. Udaya Kumar sont sur la courte liste des symboles présélectionnés. Et un seul d'entre eux devait être finalement choisi durant le conseil des ministres de l'Inde le 24 juin 2010. La décision a été remise à plus tard par une requête du ministre des finances, et il a en été décidé lorsqu’ils se rencontrèrent de nouveau le 15 juillet 2010, le symbole sélectionné étant celui conçu par D. Udaya Kumar, fils de N. Dharmalingam, un ancien membre de l'assemblée législative du Tamil Nadu, du parti DMK.

## Dessin
Le nouveau symbole est une combinaison de la lettre de la devanāgarī « र » (ra) et de la lettre capitale de l'alphabet latin « R » sans sa barre verticale (similaire au R de ronde). Les lignes parallèles sur le dessus (avec un espace entre elles) seraient, dit-on, une allusion au drapeau tricolore de l'Inde.
Le symbole finalement choisi a été dessiné par D. Udaya Kumar, détenteur d'un Bachelor en architecture (B. Arch.) et étudiant en communication visuelle à l'Industrial Design Centre de l'Indian Institute of Technology de Bombay (IIT Bombay). Les concepts et la philosophie derrière le dessin étaient disponibles dans une présentation.

## Unicode
Le 10 août 2010, l'Unicode Technical Committee accepte la position proposée du code U+20B9 , « symbole de la roupie indienne » (en HTML : &#8377;, ₹).